# Servicio Pan Americano de Protección C.A.
Servicio Pan Americano de Protección C.A. es la empresa pionera en Transporte y Procesamiento de Valores en Venezuela. Fue fundada en 1958 y actualmente está integrada por cerca de 5 mil trabajadores en más de 70 oficinas en Venezuela.

## Historia
La historia de la Empresa Servicio Pan Americano de Protección C.A. www.serviciopanamericano.com (enlace roto disponible en Internet Archive; véase el historial, la primera versión y la última)., se remonta al año 1949, cuando en Cuba, empresarios de esa isla caribeña sueñan con desarrollar una empresa de Transporte de Valores con proyección en todos los países del continente americano. Tres años más tarde, la Pan American Protective Service Inc., opera con éxito desde La Habana caracterizándose por la fortaleza física de sus oficiales, el impacto de su flota blindada y el símbolo de un animal mitológico, el Grifo Rampante.

Fue así como esta idea continental se comienza en Venezuela el 15 de octubre de 1958, en el marco de una naciente democracia, cuando se registra y comienzan las gestiones para poner en operación la primera empresa de protección de valores en la tierra de Simón Bolívar. Doce hombres y apenas 2 camiones blindados integraron la estructura original de la Empresa Servicio Pan Americano de Protección C.A., que operó desde sus instalaciones de la Av. Roosevelt en la urbanización Los Rosales de Caracas.
Por iniciativa y empeño de Servicio Pan Americano de Protección, se fundaron empresas filiales en México, Perú y las islas de Caribe, continuando con aquel sueño de la gran Corporación Pan Americana.

## El Grifo Rampante
El Grifo Rampante, extraído de la tradición heráldica y que por 5 décadas acompaña el nombre y el prestigio de esta Organización venezolana, identifica a un animal mitológico mitad águila, que resume la agilidad y la vista perspicaz del ave, y mitad león, que representa la fuerza, el arrojo y la seguridad del más valiente. Además los colores azul, blanco y rojo, que acompañan su escudo, simbolizan la mística, la confianza y el valor.
- Datos: Q6126072